# Resolutie 984 Veiligheidsraad Verenigde Naties
Resolutie 984 van de Veiligheidsraad van de Verenigde Naties werd unaniem aangenomen op 11 april 1995.

## Inhoud

### Waarnemingen
De Veiligheidsraad stelde dat alles moest worden gedaan om het gevaar van kernoorlog af te wenden, de verspreiding van kernwapens tegen te gaan en internationale samenwerking inzake het vreedzaam gebruik van kernenergie te promoten, en wees in die zin op het belang van het non-proliferatieverdrag. De landen die geen kernwapens hadden, wilden hiervoor meer garanties hebben. Deze nieuwe VN-Veiligheidsraadsresolutie werd gezien als een stap in die richting.

### Handelingen
Alle kernlanden van het verdrag hadden veiligheidsgaranties gegeven aan niet-kernlanden die deel uitmaakten
van het verdrag. De Veiligheidsraad erkende dat hij, en zeker alle permanente leden die allemaal kernlanden waen, meteen in overeenstemming met het Handvest van de Verenigde Naties moest handelen als kernwapens tegen een niet-kernland werden gebruikt. Daarvoor kon de Veiligheidsraad onder meer een onderzoek doen naar de situatie en helpen het conflict op te lossen. De lidstaten werd gevraagd het slachtoffer van een kernaanval technisch, medisch, wetenschappelijk of humanitair bij te staan moest het hierom vragen. 
De Veiligheidsraad zou procedures opstellen inzake compensatie na een dergelijke agressie. Sommige landen hadden toegezegd een slachtoffer onmiddellijk te hulp te zullen schieten, wat werd gewaardeerd.
Aan alle landen werd gevraagd, zoals voorzien in artikel VI van het verdrag, te onderhandelen over maatregelen ter ontwapening en een verdrag over een volledige ontwapening. Doch had men ook het recht op verdediging als een VN-lidstaat werd aangevallen.

## Verwante resoluties
- Resolutie 699 Veiligheidsraad Verenigde Naties (1991)
- Resolutie 825 Veiligheidsraad Verenigde Naties (1993)

Lijst ·  970 ·  971 ·  972 ·  973 ·  974 ·  975 ·  976 ·  977 ·  978 ·  979 ·  980 ·  981 ·  982 ·  983 ·  984 ·  985 ·  986 ·  987 ·  988 ·  989 ·  990 ·  991 ·  992 ·  993 ·  994 ·  995 ·  996 ·  997 ·  998 ·  999 ·  1000 ·  1001 ·  1002 ·  1003 ·  1004 ·  1005 ·  1006 ·  1007 ·  1008 ·  1009 ·  1010 ·  1011 ·  1012 ·  1013 ·  1014 ·  1015 ·  1016 ·  1017 ·  1018 ·  1019 ·  1020 ·  1021 ·  1022 ·  1023 ·  1024 ·  1025 ·  1026 ·  1027 ·  1028 ·  1029 ·  1030 ·  1031 ·  1032 ·  1033 ·  1034 ·  1035